# Silésien du Texas

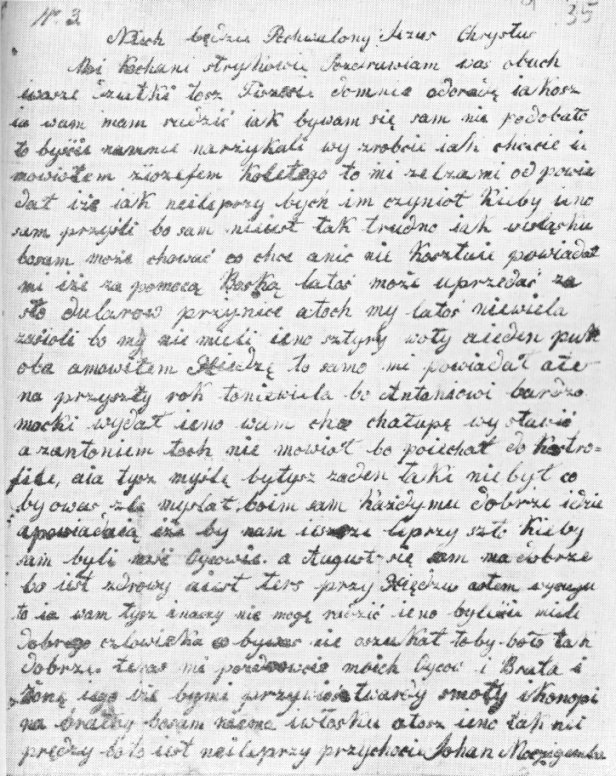
Un exemple de silésien du Texas : une lettre écrite du Texas à la Pologne.

Le silésien du Texas (en silésien teksaskŏ gŏdka) est un dialecte de la langue silésienne (slave) utilisée par les Silésiens du Texas dans les colonies américaines de 1852 à nos jours. C'est une variante du silésien dérivée du dialecte d'Opole. Le dialecte a évolué après l'exil silésien autour du village de Panna Maria (en). Il contient un vocabulaire particulier pour des choses inconnues des silésiens polonais.
Le silésien du Texas est moins influencé par l'allemand parce que ses locuteurs ont émigré avant le Kulturkampf, qui a ajouté beaucoup de germanismes (en) au silésien continental. Cette langue se maintient par l'usage qu'en font ses locuteurs, mais ils ne la connaissent que dans sa forme parlée. Le silésien du Texas n'a pas été remplacé par l'anglais car la communauté silésienne est fortement isolée. Néanmoins, le silésien du Texas a adopté quelques mots de l'anglais.
Une des caractéristiques de la phonétique silésienne texane est appelée mazuration (en), un changement phonologique dans lequel tous les cz, sz et ż sont prononcés respectivement [t͡s], [s] et [z], alors que dans le silésien typique de la région urbaine de Katowice, ils sont prononcés [t͡ʂ], [ʂ] et [ʐ]. Le silésien du Texas a donné le nom du village de Cestohowa (en) au Texas. Ce nom vient du polonais Częstochowa, mais, en raison de ce processus phonétique, cz est devenu c.

## Mots typiques contrairement au silésien
| Silésien du Texas | Silésien         | Français               |
| ----------------- | ---------------- | ---------------------- |
| turbacyjo         | ńyprzileżytość   | problème               |
| zaszanować        | zaszporować      | économiser de l'argent |
| kapudrok          | zalůńik          | redingote              |
| furgocz           | fliger           | avion                  |
| szczyrkowa        | pas de mot natif | serpent à sonnette     |
| po warszawsku     | po polsku        | en polonais            |
| prastarzik        | starzik, uopa    | arrière-grand-père     |
| ćeko              | fest             | très                   |
| kole tego         | uo tym           | à propos de ça         |
| pokłoud           | gipsdeka         | plafond                |
| bejbik            | Bajtel           | bébé                   |
| kara              | autok            | voiture                |
| wjater            | vol              | air                    |
| Korn              | Kukurzica        | blé                    |
| Farmjyrz          | Gospodorz        | agriculteur            |
| plumzy, piczesy   | fyrcichy         | les pêches             |
| garce             | Buncloki         | des pots               |